# أليكس إسبينوزا
أليكس إسبينوزا (بالإنجليزية: Alex Espinoza)‏ هو لاعب كرة قدم أمريكية أمريكي، ولد في 31 مايو 1964 في لوس أنجلوس في الولايات المتحدة.

## وصلات خارجية
- أليكس إسبينوزا على موقع مرجع كرة القدم المحترفة.كوم (الإنجليزية)